# Xylosma infestum
Xylosma infestum är en videväxtart som beskrevs av August Heinrich Rudolf Grisebach. Xylosma infestum ingår i släktet Xylosma och familjen videväxter. Inga underarter finns listade i Catalogue of Life.